# Profil Hotels
ProfilHotels är en hotellkedja och dotterbolag till Ligula Hospitality Group. Bolaget bedriver hotellverksamhet i Stockholm, Jönköping, Kalmar, Norrköping, Umeå, Helsingborg, Uppsala och Köpenhamn. Ägare och VD är Uwe Löffler.

## Hotell

### Stockholm
- Hotel Riddargatan, ProfilHotels
- Central Hotel, ProfilHotels

### Göteborg
- Hotel Opera

### Malmö
- Hotel Garden

### Köpenhamn
- Copenhagen Plaza
- Richmond Hotel
- Mercur Hotel

### Norrköping
- Hotel President

### Jönköping
- Hotel Savoy

### Umeå
- Hotel Aveny

### Kalmar
- Calmar stadshotell